# Tide Bus Danmark
Tide Bus Danmark A/S er et dansk busselskab med hovedkvarter i Odense. Det er et datterselskab til norske Tide AS, der stiftede selskabet i 2008. Tide Bus Danmark driver kontraktbaseret rutebuskørsel i Danmark, hvilket inkluderer bybus og regionalbus. I regnskabsåret 2024 havde de 1.087 ansatte og omsatte for 876 mio. kroner.